# Sainte-Sabine (Côte-d'Or)
Pour les articles homonymes, voir Sainte-Sabine.
Sainte-Sabine est une commune française située dans le canton d'Arnay-le-Duc du département de la Côte-d'Or, en région Bourgogne-Franche-Comté.

## Géographie

### Localisation
La commune se trouve en Auxois.

### Sismicité
La commune se trouve dans une zone de sismicité très faible.

### Hydrographie et les eaux souterraines
Cours d'eau sur la commune ou à son aval :
- rivière la Vandenesse,
- ruisseau de la miotte,
- plan d'eau : réservoir de Chazilly.

### Climat
Pour des articles plus généraux, voir Climat de la Bourgogne-Franche-Comté et Climat de la Côte-d'Or.
En 2010, le climat de la commune est de type climat des marges montargnardes, selon une étude du Centre national de la recherche scientifique s'appuyant sur une série de données couvrant la période 1971-2000. En 2020, Météo-France publie une typologie des climats de la France métropolitaine dans laquelle la commune est exposée à un climat océanique altéré et est dans une zone de transition entre les régions climatiques « Lorraine, plateau de Langres, Morvan » et « Bourgogne, vallée de la Saône ». 
Pour la période 1971-2000, la température annuelle moyenne est de 10,4 °C, avec une amplitude thermique annuelle de 17,4 °C. Le cumul annuel moyen de précipitations est de 841 mm, avec 12,6 jours de précipitations en janvier et 7,7 jours en juillet. Pour la période 1991-2020, la température moyenne annuelle observée sur la station météorologique de Météo-France la plus proche, « Pouilly-en-Aux_sapc », sur la commune de Pouilly-en-Auxois à 10 km à vol d'oiseau, est de 10,7 °C et le cumul annuel moyen de précipitations est de 859,1 mm,. Pour l'avenir, les paramètres climatiques de la commune estimés pour 2050 selon différents scénarios d'émission de gaz à effet de serre sont consultables sur un site dédié publié par Météo-France en novembre 2022.

## Urbanisme

### Typologie
Au 1er janvier 2024, Sainte-Sabine est catégorisée commune rurale à habitat dispersé, selon la nouvelle grille communale de densité à 7 niveaux définie par l'Insee en 2022.
Elle est située hors unité urbaine et hors attraction des villes,.

### Occupation des sols
L'occupation des sols de la commune, telle qu'elle ressort de la base de données européenne d’occupation biophysique des sols Corine Land Cover (CLC), est marquée par l'importance des territoires agricoles (83,3 % en 2018), une proportion identique à celle de 1990 (83,3 %). La répartition détaillée en 2018 est la suivante : terres arables (54,8 %), prairies (28,5 %), forêts (13,3 %), zones urbanisées (3,3 %), eaux continentales (0,1 %). L'évolution de l’occupation des sols de la commune et de ses infrastructures peut être observée sur les différentes représentations cartographiques du territoire : la carte de Cassini (XVIIIe siècle), la carte d'état-major (1820-1866) et les cartes ou photos aériennes de l'IGN pour la période actuelle (1950 à aujourd'hui).

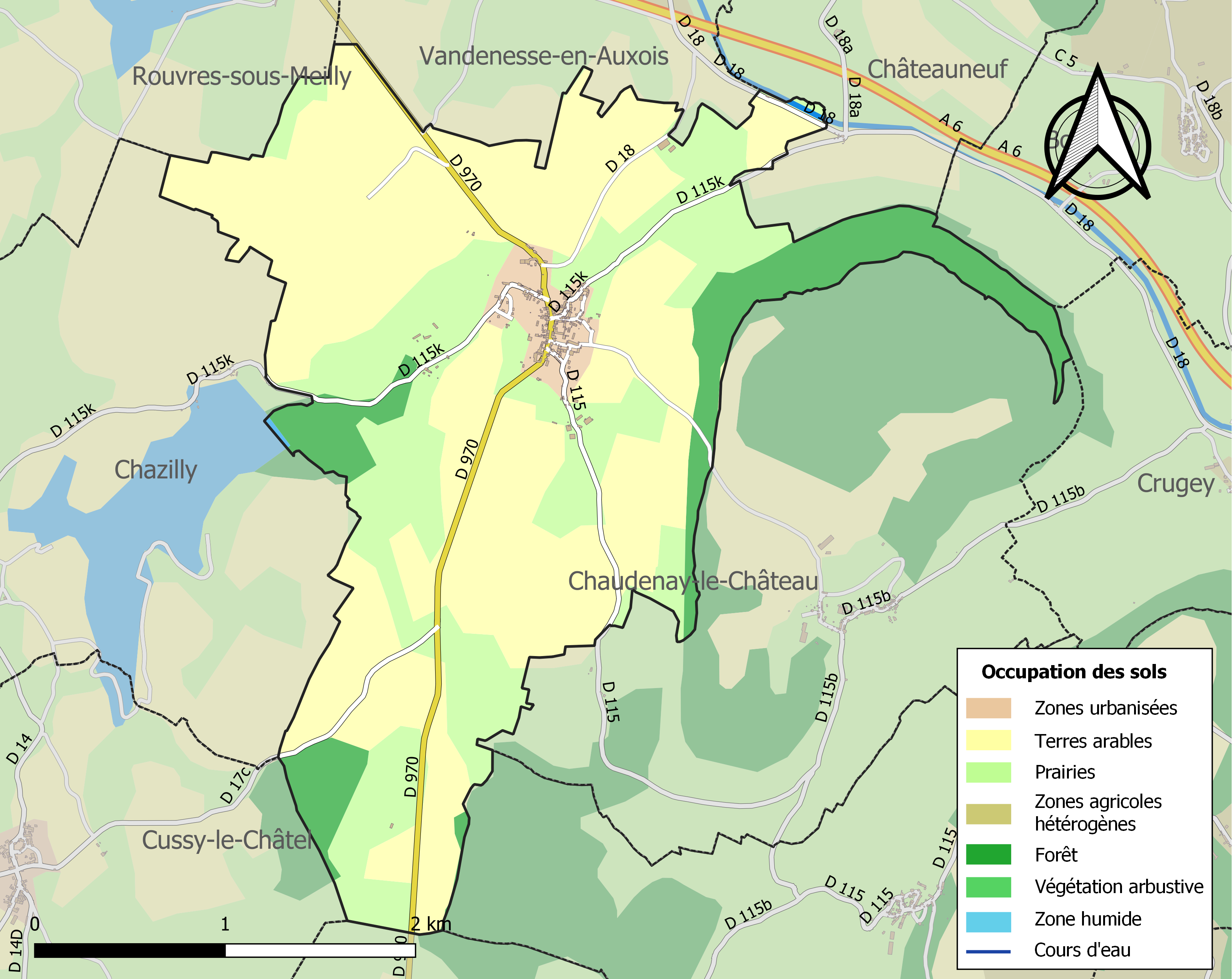
Carte des infrastructures et de l'occupation des sols de la commune en 2018 (CLC).

## Topologie
Avant le XIIIe siècle et l'arrivée de la tête de sainte Sabine comme relique en 1134, le village s'appelait Lasseium (au moins jusqu'en 1214) ; il semble que les deux noms ont cohabité pendant une période puisqu'en 1140 on trouve déjà le nom Sancta Sabina.

## Histoire
Au nord du village un sanctuaire gallo-romain a été découvert en 1837 et fouillé en 1854.
Au Moyen Âge, les habitants de Sainte-Sabine dépendaient de Chaudenay-le-Château pour se protéger.
Au cours de la période révolutionnaire de la Convention nationale (1792-1795), la commune a porté le nom de Sabine-le-Plein.

## Politique et administration
| Période                                  | Période   | Identité             | Étiquette | Qualité |
| ---------------------------------------- | --------- | -------------------- | --------- | ------- |
| Les données manquantes sont à compléter. |           |                      |           |         |
| 2020                                     | en cours  | Véronique Godot      |           |         |
| mars 2014                                | 2020      | Colette Todesco      |           |         |
| mars 2001                                | mars 2014 | Jean-François Michel |           |         |
| avant 1995                               | ?         | Henri Favelier       |           |         |

### Budget et fiscalité 2021
En 2021, le budget de la commune était constitué ainsi :
- total des produits de fonctionnement : 120 000 €, soit 645 € par habitant ;
- total des charges de fonctionnement : 95 000 €, soit 513 € par habitant ;
- total des ressources d'investissement : 37 000 €, soit 200 € par habitant ;
- total des emplois d'investissement : 60 000 €, soit 321 € par habitant ;
- endettement : 1 000 €, soit 6 € par habitant.

Avec les taux de fiscalité suivants :
- taxe d'habitation : 9,52 % ;
- taxe foncière sur les propriétés bâties : 27,61 % ;
- taxe foncière sur les propriétés non bâties : 15,95 % ;
- taxe additionnelle à la taxe foncière sur les propriétés non bâties : 37,47 % ;
- cotisation foncière des entreprises : 12,76 %.

Chiffres clés Revenus et pauvreté des ménages en 2020 : médiane en 2020 du revenu disponible, par unité de consommation : 22 030 €.

## Économie

### Entreprises et commerces

#### Agriculture
- Élevage de charolais[19] et exploitations agricoles.

#### Tourisme
- Château Hôtel Sainte Sabine[20].

#### Commerces
Commerces de proximité à Créancey, Pouilly-en-Auxois.

## Population et société

### Démographie

#### Évolution démographique
L'évolution du nombre d'habitants est connue à travers les recensements de la population effectués dans la commune depuis 1793. Pour les communes de moins de 10 000 habitants, une enquête de recensement portant sur toute la population est réalisée tous les cinq ans, les populations de référence des années intermédiaires étant quant à elles estimées par interpolation ou extrapolation. Pour la commune, le premier recensement exhaustif entrant dans le cadre du nouveau dispositif a été réalisé en 2007.

En 2022, la commune comptait 172 habitants, en évolution de −6,52 % par rapport à 2016 (Côte-d'Or : +0,82 %, France hors Mayotte : +2,11 %).
| 1793 | 1800 | 1806 | 1821 | 1836 | 1841 | 1846 | 1851 | 1856 |
| ---- | ---- | ---- | ---- | ---- | ---- | ---- | ---- | ---- |
| 275  | 319  | 291  | 315  | 410  | 388  | 453  | 455  | 480  |

| 1861 | 1866 | 1872 | 1876 | 1881 | 1886 | 1891 | 1896 | 1901 |
| ---- | ---- | ---- | ---- | ---- | ---- | ---- | ---- | ---- |
| 426  | 454  | 420  | 407  | 437  | 436  | 486  | 462  | 472  |

| 1906 | 1911 | 1921 | 1926 | 1931 | 1936 | 1946 | 1954 | 1962 |
| ---- | ---- | ---- | ---- | ---- | ---- | ---- | ---- | ---- |
| 486  | 410  | 299  | 292  | 220  | 214  | 221  | 176  | 190  |

| 1968 | 1975 | 1982 | 1990 | 1999 | 2006 | 2007 | 2012 | 2017 |
| ---- | ---- | ---- | ---- | ---- | ---- | ---- | ---- | ---- |
| 190  | 216  | 193  | 183  | 172  | 186  | 188  | 190  | 174  |

| 2022 | - | - | - | - | - | - | - | - |
| ---- | - | - | - | - | - | - | - | - |
| 172  | - | - | - | - | - | - | - | - |

### Enseignement
Établissements d'enseignements :
- Écoles maternelle et primaire,
- Collèges à Pouilly-en-Auxois,
- Lycées à Beaune et Dijon.

## Culture locale et patrimoine

### Lieux et monuments

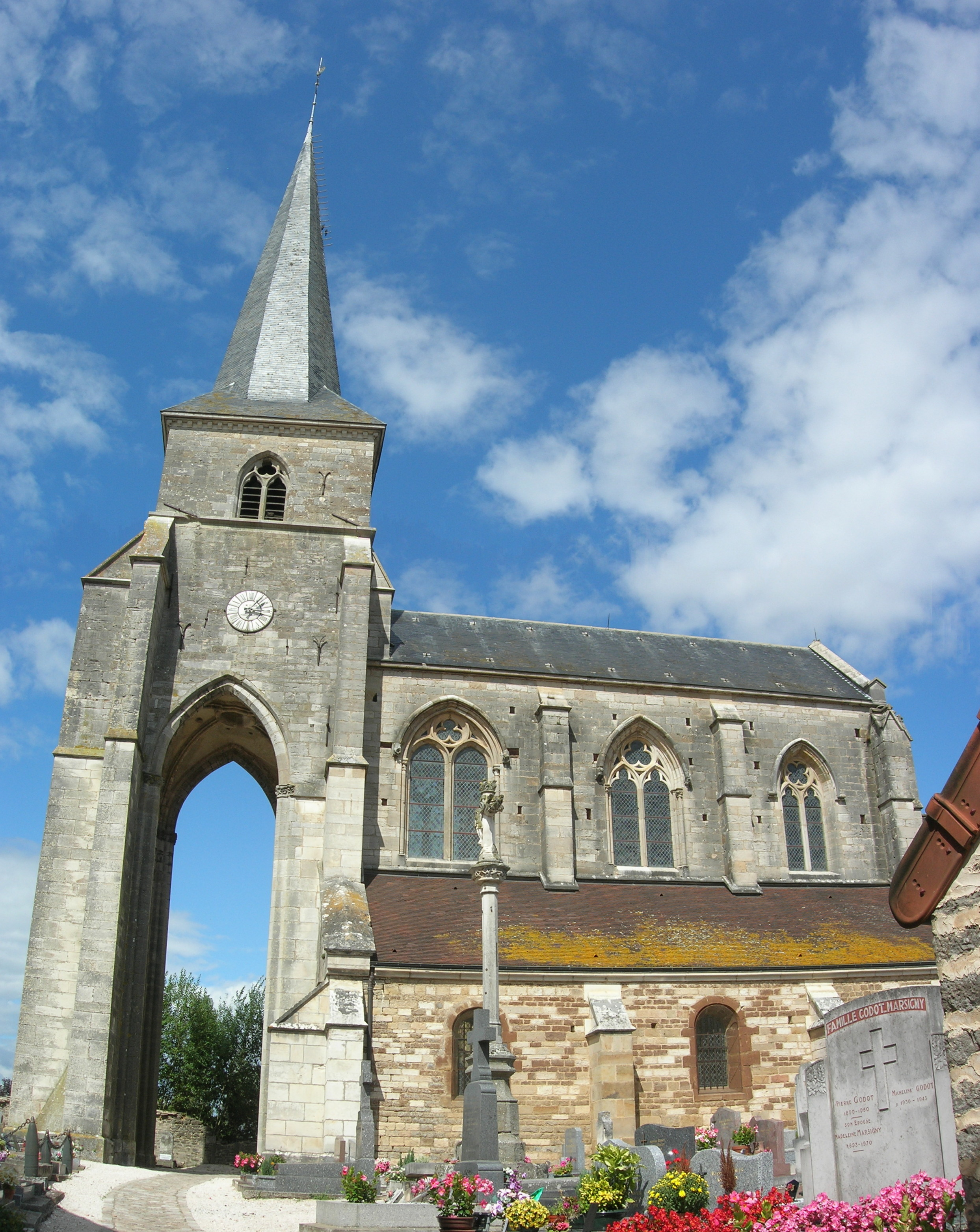
Église paroissiale Saint-Martin.

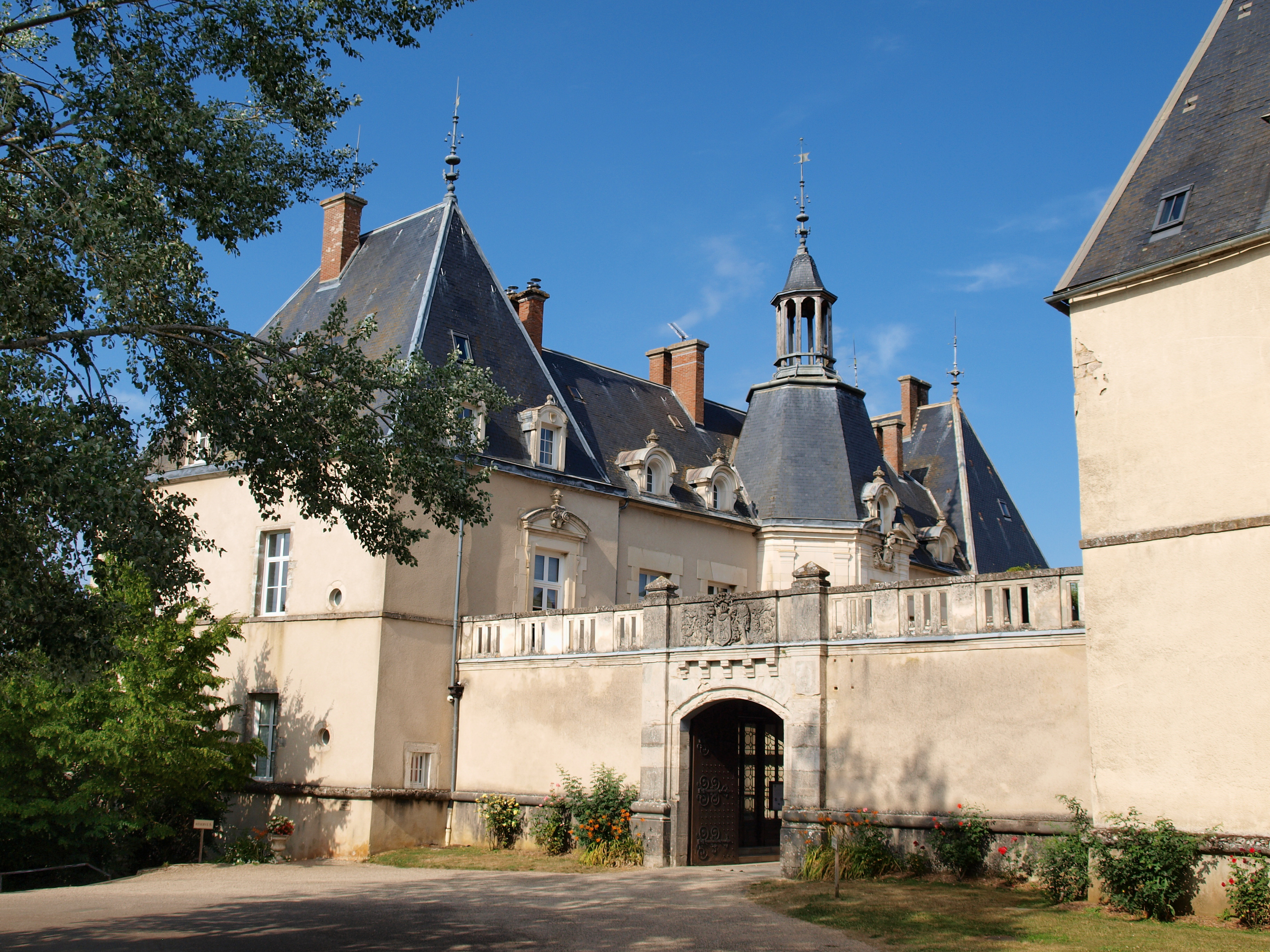
Le château.

- Église paroissiale[26],[27] sous le vocable de St Martin[28].
  - Cloches de 1731[29],[30] et de 1774[31],[32].
- Château de Sainte-Sabine[33] transformé en résidence hôtelière, entourée d'un parc animalier agrémenté d'un étang[34].
- Demeure dite Le petit Château[35].
- Mairie-école[36].
- Lavoir de Douotte[37].
- Monument aux morts[38].
- Tombeau du prêtre Étienne Bize (dalle funéraire)[39].
- Croix :
  - Croix de chemin[40].
  - Croix en pierre[41].
  - croix de cimetière[42].
- Ouvrages canal de Bourgogne :
  - Ouvrage lié à l'alimentation en eau (Canal de Bourgogne)[43].
  - Site de l'écluse 13 du versant Saône, dite de Sainte-Sabine (canal de Bourgogne)[44].

### Personnalités liées à la commune
- Claude Parisot, procureur général au Parlement, seigneur de Sainte-Sabine et Crugey et Catherine-Nicole Hénault son épouse.
- Jacques Denizot[45] est né à Sainte-Sabine en 1821 d'une famille de modestes cultivateurs[46].